# Pingshanhu
Pingshanhu (kinesiska: 平山湖) är en etnisk minoritetssocken för mongoler i nordvästra Kina. Den ligger i stadsdistriktet Ganzhou i staden Zhangye i provinsen Gansu, omkring 440 kilometer nordväst om provinshuvudstaden Lanzhou. Antalet invånare är 604. Befolkningen består av 229 kvinnor och 375 män. Barn under 15 år utgör 7,0 %, vuxna 15-64 år 85 %, och äldre över 65 år 6,0 %.